# 18776 Coulter
18776 Coulter este un asteroid din centura principală de asteroizi.

## Descriere
18776 Coulter este un asteroid din centura principală de asteroizi. A fost descoperit pe 10 mai 1999 la Socorro, New Mexico, în cadrul proiectului LINEAR. Asteroidul prezintă o orbită caracterizată de o semiaxă mare de 2,24 ua, o excentricitate de 0,17 și o înclinație de 1,1° în raport cu ecliptica.